# Terrorismo en Colombia
El Terrorismo en Colombia se ha presentado a lo largo de la historia del país y recrudecido durante las últimas décadas, debido al Conflicto armado interno de Colombia el país ha sido involucrado en este desde 1960. 
El terrorismo en Colombia ha sido perpetrado por los actores armados de La Violencia entre las décadas de 1920 y 1950, por los grupos conservadores de los chulavitas, los pájaros, los grupos liberales como las guerrillas liberales y comunistas, derivando en la etapa del bandolerismo en Colombia y posteriormente por los actores del conflicto como las guerrillas de las extintas Fuerzas Armadas Revolucionarias de Colombia - Ejército del Pueblo (FARC-EP), el Ejército de Liberación Nacional (ELN) y las actuales disidencias de las FARC-EP, y en menos medida por otras guerrillas; los grupos paramilitares como las extintas Autodefensas Unidas de Colombia (AUC), y el Clan del Golfo; grupos narco terroristas como el Cartel de Medellín, y el cartel de Cali; también ha sido ejercido por grupos de delincuencia común y por la Fuerza Pública (Fuerzas Militares y Policía Nacional).

## Algunos Ataques

### 2011
- Febrero 11, 2011 - Cinco civiles fueron asesinados en San Miguel (Putumayo) en un ataque de mortero. El mortero fue disparado por Terroristas de las FARC y cayó cerca a un policía con un bebé
- Junio 25, 2011 - Sospechosos de ELN atacaron a un puesto policial en Colon Genova, Nariño, usando explosivos y armas pequeñas. Ocho civiles fueron asesinados
- Septiembre 18, 2011 - Morteros fueron lanzados desde una base militar en La Macarena (Meta). El ataque resultó con demasiados civiles heridos.
- Octubre 30, 2011 - El convoy de Albeiro Vanegas, Vicepresidente de la casa de Representantes, fue atacado por supuestos terroristas del ELN. Vanegas resultó ileso, pero su conductor sí fue asesinado.

### 2017
- 17 de junio de 2017: Atentado en Centro Andino – una explosión en el centro comercial Centro Andino mató a 3 personas. El ataque fue condenado como un ataque terrorista y los autores siguen siendo desconocidos. [1]

### 2018
- 27 de enero de 2018: Ataques a estaciones de policía de Colombia 2018 – Dos granadas de mano fueron arrojadas a las estaciones de policía de Barranquilla y Santa Rosa del Sur, matando a siete oficiales y un perpetrador. El ELN fue responsable del ataque. [2]

### 2019
- 17 de enero de 2019: Atentado con carro bomba en Bogotá 2019 – El grupo guerrillero rebelde ELN asumió la responsabilidad de la explosión de un carro bomba al interior de la Escuela Nacional de Policía General Santander . El ataque mató a 21 personas e hirió a varias más. [3]